# カゼクサ
カゼクサ（風草、学名:Eragrostis ferruginea）は、単子葉類イネ科スズメガヤ属の多年草で、道端や人家周辺の荒れ地にごく普通の大きな株になる雑草である。大柄な広がった穂に細かい小穂を多数つけるのが特徴である。名称は中国名の知風草から。

## 特徴
株立ちになる草で、匍匐茎はないが、大きな集団を作りやすい。普段は立つ茎は出ない。根元から出る葉は線形で長さ30-40cm程度、斜めに立ち上がる。基部は葉鞘となっている。葉鞘は左右から偏平になっていて、背中側は少し隆起している。
秋に出る穂は葉の間から立ち上がった茎の先端について、葉より抜け出し、高さは80cm程になる。花序は円錐花序で、多数の枝を出すが、それぞれの枝は大きな角度で広がり、全体としては縦長ながらも非常にまばらな姿となる。小穂はそれぞれの枝の先端に真っすぐに突き出すように着く。個々の小穂は6-10mm、狭い卵形でやや偏平、緑色だが一部が紫に染まる。
本州から九州に見られる。国外では朝鮮、中国からチベット方面に分布する。

## 利害
ごく普通に見られる雑草である。大きな株を作り、引き抜くのは困難。しかし、畑地などに出現することは少なく、苦労して駆除するものでもない。

## 近縁種
スズメガヤ属 (Eragrostis) は世界の熱帯から温帯に約300種があり、エチオピアで主食に利用されるテフが含まれる。日本にも10種ほどがあり、そのうちで山野にあるものはスズメガヤの名で呼ばれ、やや趣が異なる。人里周辺ではニワホコリが雑草としてはごく普通種である。この種は特徴がカゼクサによく似るが、大きさが圧倒的に異なる。
カゼクサの名を持っているものは以下のようなものである。
コゴメカゼクサ E. japonica (Thumb.) Trin.
1m程になる一年草で、穂の幅が狭く、細長くなること、小穂は2mmまでとごく小さいのが特徴。水田周辺などに出現する。本州以南、東アジアからインド、アフリカ、オーストラリアまで分布。
ヌカカゼクサ E. amabilis Wight et Arm.
カゼクサをすべてそのまま背丈20cm位にまで縮めたような小柄な一年草。広く熱帯域に分布し、日本では琉球列島と小笠原にある。ごくまれに本土でも見つかるが、一時的な帰化と考えられる。
ヌマカゼクサ E. aquatica Honda
ややきゃしゃな多年草で、湿地に生える。日本特産で本州西部と四国にまれ。むしろイトスズメガヤに似る。